# سكوت بانكهيد
سكوت بانكهيد (بالإنجليزية: Scott Bankhead) هو لاعب كرة قاعدة أمريكي، ولد في 31 يوليو 1963 في رالي في الولايات المتحدة.

## وصلات خارجية
- سكوت بانكهيد على موقعبيزبول رفرنس.كوم (الدوري الرئيسي) (الإنجليزية)
- سكوت بانكهيد على موقعبيزبول رفرنس.كوم (الدوري الثانوي) (الإنجليزية)
- سكوت بانكهيد على موقع مشجعي الرسوم البيانية (الإنجليزية)
- سكوت بانكهيد على موقع أوليمبيديا (الإنجليزية)